# Paul Leenhouts
Paul Leenhouts (* 1957) ist ein niederländischer Blockflötist und Hochschullehrer.

## Leben
Leenhouts studierte am Sweelinck Conservatorium in Amsterdam und legte dort sein Solistendiplom ab. An derselben Hochschule lehrte er von 1993 bis 2011 als Professor Blockflöte und historische Aufführungspraxis. Er ist Gründungsmitglied des Amsterdam Loeki Stardust Quartet. Er initiierte 1986 das Open Holland Recorder Festival Utrecht. 1997 gründete er das Blockflötenensemble The Royal Wind Music, welches er bis 2010 leitete.  2004 war er Direktor des First European Recorder Performance Festivals.  2010 wurde er als Professor für Alte Musik  und als Leiter des Barockorchesters an die University of North Texas berufen. Leenhouts ist zudem als Komponist und Arrangeur für Blockflötenmusik tätig.

## Kompositionen für Blockflöten
- Tango für Elise. Ascolta Music Publishing.
- Ixi-Mixi-Dixi. Moeck-Verlag.
- Solstafir. Musiklädle Schander.
- Short Wave. Moeck-Verlag.
- Juego de Galilei. Moeck-Verlag.
- King William Rambles. Moeck-Verlag.
- Report on when shall the Sun shine. Moeck-Verlag.
- The Tale of the old Saguaro. Ascolta Music Publishing.

## Schüler
- María Martínez Ayerza
- Andreas Böhlen
- Hester Groenleer
- Amy Power